# Tacoclina

Rotació interna del sol (velocitats angulars en abscisses) a diferents profunditats (ordenades). La ramificació de la funció segons la latitud respecte l'equador marca la profunditat de la tacoclina. Font: NSO NISP.

La tacoclina és la zona de transició del Sol entre l'interior radioactiu i la zona convectiva exterior amb rotació diferencial. Es troba en el terç exterior del Sol, la qual cosa provoca que la regió presenti una gran tensió tallant, ja que la raó de rotació canvia ràpidament. L'exterior convectiu gira lentament i l'equador giravolta ràpidament. L'interior radiant exhibeix una rotació cos-sòlid, possiblement deguda al camp fòssil. La raó de rotació a l'interior és aproximadament igual a la raó en altituds mitjanes, és a dir, es troba entre la raó lenta dels pols i la ràpida de l'equador. Estudis recents d'heliosismologia indiquen que la tacoclina es localitza en un radi almenys 0,70 vegades el radi solar (mesurat des del nucli, la superfície solar és d'un radi solar), amb un gruix de 0,04 vegades el radi solar. Això significaria que l'àrea tindria una tensió tallant molt gran, que seria una manera de formar un camp magnètic a gran escala.
La geometria i l'amplada de la tacoclina juga un rol important en els models de dinamo solar per eliminació d'un camp poloidal més feble per a crear un camp toroïdal molt més fort.
El terme tacoclina fou proposat per Edward Spiegel i Jean-Paul Zahn el 1992 per analogia amb la termoclina oceànica.